# The Four Musicians of Bremen
Pour plus de détails, voir Fiche technique et Distribution.
The Four Musicians of Bremen est un court métrage d'animation sorti en août 1922 produit le studio Laugh-O-Gram, fondé par Walt Disney à Kansas City, avant sa mise en faillite en juillet 1923 et le départ de Walt pour Hollywood. Il est basé sur le conte Les Musiciens de Brême de Jacob et Wilhelm Grimm.

## Synopsis
Un chat, un chien, un âne et un coq essayent chacun à leurs tour d'attraper des poissons en les charmant par leurs musiques.

## Fiche technique
- Titre original : The Four Musicians of Bremen
  - Titre alternatif : The Four Jazz Boys[3]
- Série : Laugh-O-Gram
- Réalisateur : Walt Disney
- Scénario[4] : Walt Pfeiffer d'après Jacob et Wilhelm Grimm
- Animateur[4],[5] : Walt Disney, Rudolf Ising
- Producteur : Walt Disney
- Production : Laugh-O-Gram Films
- Distribution : Leslie B. Mace
- Genre : dessin animé comique
- Format d'image : noir et blanc - muet - 35 mm - rapport de forme : 1.,33:1 - procédé cinématographique : sphérique
- Durée[4] : 7 minutes
- Langue : anglais
- Pays de production :  États-Unis
- Date de sortie : 
  - États-Unis : 1er août 1922[4]